# Lluís Fernández Cabello
Lluís Fernández Cabello (Barcelona, 1 de diciembre de 1883 - Sabadell, 23 de junio de 1940) fue un músico y compositor catalán, conocido especialmente por sus sardanas. Firmaba la obra musical con el pseudónimo L. Arredo.
El 1908 se instaló en Sabadell y entró a formar parte de la orquesta Els Fatxendes, junto con su hermano, el violinista Martí Fernández Cabello. La llegada de los dos músicos provocó un elogioso comentario a la Revista de Sabadell. Poco después, junto con su hermano, se incorporaron a la orquesta Els Muixins, en la cual Lluís era flauta solista y, en formación de orquestrina, actuaba como batería. Registró unas sesenta obras en la Sociedad General de Autores y Editores, la mayoría bailables.

## Obra sardanística[4][5][6]
- Dándose las manos (1922)
- La sardana (1923)
- Anneta y Raimond (1924), dedicada al Fomento de la Sardana de Sabadell; lleva el nombre de sus dos hijos
- La doncella morena (1926), con letra de Ramon Ribera y Llobet. Estrenada por la Copla Barcelona el 16 de octubre de 1926, al paseo de Palomo
- Coro arriba! (1927), estrenada el 27 de julio en el jardín de los Campos de Sabadell
- Iremos a Montserrat
- Dulce compañera
- El beso del sol
- El gigante del pino
- Esperanza
- Juventud danzante
- Nuestra danza
- La sardanista, con letra de Leandre Roura i Garriga
- Mirando atrás